# Nicholas Pettas
Nicholas "The Blue-Eyed Samurai" Pettas (Grieks: Νικόλαος Πέττας, Nikólaos Péttas) (Mykonos, 23 januari 1973) is een Grieks-Deense karateka en professionele zwaargewicht kickbokser van Griekse afkomst. Zijn karatestijl is Kyokushin karate. 

## Titels
- 2001 K-1 Japan Grand Prix Competitor
- 1995 European Heavyweight champion
- 2000 The 10th.Shin Karate World Championships Champion
- 1999 7th World Open Karate Tournament 5th Place
- 1995 6th World Open Karate Tournament 5th Place
- 1997 1st World Weight Category Championships 3rd Place